# Jourdan Dunn
Pour les articles homonymes, voir Dunn.
Jourdan Sherise Dunn, née le 3 août 1990 à Londres au Royaume-Uni, est un mannequin britannique.
En 2008, elle a été le premier mannequin noire à défiler pour Prada depuis Naomi Campbell en 1997. Elle a attiré l'attention en raison de l'absence de mannequins noires dans l'industrie du mannequinat.

## Biographie

### Jeunesse
Jourdan Dunn est née le 3 aout 1990 à Greenford, un quartier de Londres. Sa mère est réceptionniste et elle a deux frères et une sœur. Elle a des origines jamaïcaines, grenadiennes et syriennes .

### Carrière
Alors qu'elle est avec une amie, Jourdan Dunn est repérée dans les allées du magasin Primark d'Hammersmith en 2006. Peu après, elle signe un contrat avec l'agence Storm Management à Londres.
En 2007, elle débute en défilant à New York pour Marc Jacobs, Salvatore Ferragamo ou encore Ralph Lauren. Puis, le Vogue britannique la présente comme « la nouvelle star ». Durant la saison Printemps/Été 2008, elle défile pour Diane Von Furstenberg, L.A.M.B., Lacoste, Alexander McQueen et Moschino.
En 2008, Jourdan Dunn est en couverture des magazines: Vogue Italie, I-D, Vogue Royaume-Uni et du Elle français. Elle devient également le nouveau visage des campagnes publicitaires de Gap, Benetton et Topshop . 
En novembre 2008, elle est nommée « Mannequin de l'année » aux British Fashion Awards.
En 2009, elle figure à nouveau en couverture de i-D (à deux reprises), du Vogue Royaume-Uni (supplément), du Vogue américain et du Teen Vogue. Elle apparaît dans la campagne publicitaire du parfum  La Nuit de L'Homme par Yves Saint Laurent avec l'acteur Vincent Cassel. 
Elle pose également pour la collection hiver de Calvin Klein aux côtés de Sigrid Agren.
En 2010, Jourdan Dunn met entre parenthèses sa carrière afin de s'occuper de son fils, né fin 2009.
L'année 2011 marque son retour, elle fait alors la une de i-D et défile pour des marques comme Burberry, Tom Ford, Dior, Jean Paul Gaultier, Valentino, Hugo Boss, Gucci, Alberta Ferretti, Anna Sui, Versace, Missoni, Giambattista Valli, Louis Vuitton, John Galliano, Alexandre Vauthier, Kanye West, Burberry, Calvin Klein, Ralph Lauren et d'autres.
La même année, elle devient le visage des campagnes publicitaires de Burberry et Burberry Beauté. 
Elle est également l'égérie des cosmétiques Yves Saint Laurent.
En 2012, elle fait la couverture du magazine Ponystep.
De 2012 à 2014, elle défile pour Victoria's Secret. 
Elle apparaît avec les mannequins Chanel Iman et Joan Smalls dans le clip Yoncé de Beyoncé Knowles.
Durant sa carrière Jourdan Dunn a posé pour de nombreux magazines, dont Vogue (États-Unis, Italie, Russie, France, Espagne, Japon, Royaume-Uni), Teen Vogue, Elle, i-D, Dazed & Confused, W magazine, V magazine, The New York Time style magazine, Pop et d'autres.
En 2014, elle devient l'égérie de la marque de cosmétiques Maybelline,,,.
La même année, elle apparaît dans le classement annuel des mannequins les plus payés au monde du magazine Forbes. Ses revenus sont estimés à environ 4 millions de dollars entre juin 2013 et juin 2014.
Elle est l'une des personnalités à participer au dernier défilé de Jean-Paul Gaultier en janvier 2020 telles Coco Rocha, Amanda Lear, Mylène Farmer, Rossy de Palma, Dita von Teese et Estelle Lefébure,.

### Vie privée
Jourdan Dunn a un fils né en décembre 2009 à Londres,.